# پلیدی‌های داوینچی
پلیدی‌ها یا شیاطین داوینچی (به انگلیسی: Da Vinci's Demons) یک سریال آمریکایی با ژانر فانتزی تاریخی و درام است که به سرگذشت افسانه‌ای از اوایل زندگانی لئوناردو داوینچی می‌پردازد. ایدهٔ اصلی این سریال مربوط به دیوید اس. گویر و بازیگر نقش اصلی آن یعنی تام رایلی بود. توسعه و ساخت سریال با همکاری بی‌بی‌سی جهانی در کشور ولز فیلم‌برداری شده‌است. این سریال تاکنون در ۱۲۰ کشور جهان پخش‌شده‌است.
این نمایش لئوناردو داوینچی را در زمانی که او گرفتار تدابیر سیاسی میان خانواده‌های مدیچی و پاتزی و روابط متضادشان با کلیسای کاتولیک شد دنبال می‌کند. این رویدادها همزمان با تلاش لئوناردو داوینچی برای یافتن «نسک برگان» هنگامی‌که او درگیر فرقه‌ای شناخته‌شده بانام پسران میتراس شد رخ می‌دهند.
فصل اول سریال در ۱۲ آوریل ۲۰۱۳ و فصل دوم آن ۲۲ مارس ۲۰۱۴ از شبکهٔ استارز آمریکا و فصل آخر (فصل سوم) این سریال در ۲۴ اکتبر ۲۰۱۵ به صورت یکجا پخش شد. سریال به‌طور کلی ازنظر منتقدان خوب ارزیابی‌شده‌است و کاندید سه جایزه امی شد که دو تای آن‌ها را دریافت کرد.

## داستان اصلی
این سریال داستان خیالی اوایل زندگی لئوناردو داوینچی که در دوره رنسانس ایتالیا اتفاق می‌افتد را دنبال می‌کند. او نابغه‌ای نامتعارف با توانایی‌هایی باورنکردنی است که او را به کشمکش و ستیز با پلیدی‌های درونی و افکار متلاطم خویش وامی‌دارد آن هم‌زمانی که مشتاق پذیرش پدرش است که او را از خود دور کرده‌است.
گاهی اوقات کار کردن لئوناردو داوینچی برای خاندان مدیچی نتایج خصومت‌آمیزی برایش به وجود می‌آورد تا جایی که او درگیر نقشه‌ای سیاسی برای کنترل فلورانس می‌شود در نتیجه او جاسوسی را که اطلاعات را به کلیسای کاتولیک و دودمان پاتزی می‌رساند، شکار می‌کند. او همچنین رابطه‌ای را با لوکریشا دوناتی (جاسوس رم) که معشوقه لورنتسو د مدیچی است آغاز می‌کند. این مجموعه بسیاری از اختراعات متنوع و کارهای متعاقب او به‌عنوان مهندس نظامی دوک میلان و خاندان Borgias را به نمایش درمی‌آورد. این رویدادها همزمان با تلاش لئوناردو برای کشف نسک برگان روی می‌دهد و به دنبال آن عارفی او را برای بازگشایی سطوح پنهان ذهنش به‌وسیله دسترسی به سرچشمه حافظه راهنمایی می‌کند و پس‌ از آن او گرفتار فرقه‌ای اسرارآمیز و شناخته‌شده به نام پسران میتراس می‌شود. آن‌ها او را مطلع می‌سازند که نه تنها او قدرت دیدن آینده را دارد بلکه می‌تواند آن را به وجود آورد. سریال در فصل سوم مسیری یک طرفه را طی می‌کند که شامل محفل‌های مخفی دورهٔ رنسانس و درگیری بین آن‌ها می‌شود.

## بازیگران و شخصیت‌ها
اصلی
- تام رایلی در نقش لئوناردو داوینچی
- لارا هادوک در نقش لوکریشیا دوناتی
- بلیک ریتسون به عنوان جیرولامو ریوریو
- الیوت کووان در نقش لورنتسو د مدیچی
- لارا پالور در نقش کلاریس اورسینی
- جیمز فالکر در نقش پاپ سیکستوس چهارم

### سایر بازیگران
- هرا هیلمار و ونسا موسکالا به عنوان خادم میخانه و پرحرف، و مدل اتفاقی لئوناردو داوینچی
- گریگ چیلن در نقش زروستر دی پیرتولا به عنوان شاگرد لئوناردو داوینچی
- اروس ولاهوس به عنوان نیکو به عنوان شاگرد لئوناردو داوینچی
- تام بیتمن به عنوان جولیانو مدیچی، برادر لورنزو
- آلن کوردانر به عنوان آندریا وروچیو
- لی بوردمن به عنوان آمریکو وسپوچی
- دیوید اسکوفیلد به عنوان پیرو داوینچی، سر دفتر اسناد رسمی لورنزو و پدر لئوناردو.
- مایکل الوین به عنوان غیر یهودی (بچی)
- ایان پیر به عنوان کاپیتان نازرنو جروگوناتی
- الکساندر صدیق به عنوان اصلان آل رحیم، «ترک»
- شائون پارکز به عنوان سلیمان اوگبای، «مربوط به کشور حبشه»
- ری فیرن به عنوان کارلو د 'مدیچی، فرزند نامشروع کازمو دی مدیچی پدر لورنزو دی'مدیچی، «شعبده باز».
- نیک دانینگ به عنوان کاردینال لوپو مرکوری، مسئول بایگانی سری واتیکان
- کیرن بو به عنوان آلفونسو، دوک کالابریا
- جنی اسپارک به عنوان ایپوریتا ماریا اسفورزا، دوشس کالابریا
- متی مارش به عنوان فردیناند یکم از ناپل
- وینسنت ریوتا به عنوان دوک فدریکو دی مانته فولترو
- کارولینای گوئرا به عنوان ایما، کاهن بزرگ از فرزندان خورشید
- رائول تروهی‌یو به عنوان اسپااینکا
- استلا دانیلز به عنوان زیتا
- الیوت لوی به عنوان فرانچسکو پازی
- مایکل کالکین به عنوان جکوپو پازی
- سابرینا بارتلت در نقش سوفیا (فصل ۳)

## تعیین بازیگر
تام رایلی به عنوان بازیگر نخست در سریال حضور داشت، هنگامی که گزارشگر هالیوود اعلام کرد که او نقش داوینچی را دارد. گویر و مدیر تولید کارمی زلاتیک اعلام کردن که او بازیگری است که می‌تواند شخصیتی با این ابعاد وسیع را به تصویر بکشد و مخاطبان جهانی را مجذوب خود کند. همچنین آن‌ها لارا هادوک را به عنوان بازیگر زن نقش لوکریشا دوناتی معرفی کردند.

## مرور کلی سریال
لیست قسمت‌ها…
| فصل | فصل | قسمت‌ها | Originally aired | Originally aired | DVD و Blu-ray تاریخ پخش | DVD و Blu-ray تاریخ پخش | DVD و Blu-ray تاریخ پخش |
| فصل | فصل | قسمت‌ها | فصل آغازین       | فصل پایانی       | ناحیه۱                  | ناحیه ۲                 | ناحیه ۴                 |
| --- | --- | ------ | ---------------- | ---------------- | ----------------------- | ----------------------- | ----------------------- |
|     | 1   | ۸      | ۱۲ آوریل ۲۰۱۳    | ۷ ژوئن ۲۰۱۳      | ۳ سپتامبر ۲۰۱۳          | ۷ آوریل ۲۰۱۴            | ۷ مه ۲۰۱۴               |
|     | 2   | ۱۰     | ۲۲ مارس ۲۰۱۴     | ۳۱ مه ۲۰۱۴       | TBA                     | TBA                     | ۲ ژوئیه ۲۰۱۴            |
|     | 3   | ۱۰     | ۲۰۱۵             | TBA              | TBA                     | TBA                     | TBA                     |

## گستره جهانی پخش
| کشور | شبکه                                                  | نمایش سریال    | مدت نمایش |
| --- | ----------------------------------------------------- | -------------- | --------- |
| استرالیا | FX Channel                                            | ۱۶ آوریل ۲۰۱۳  | ۱۹:۳۰     |
| بوسنی و هرزگوین | FOX                                                   | ۲۲ آوریل ۲۰۱۳  | ۲۲:۰۰     |
| بلغارستان | FOX                                                   | ۱۵ آوریل ۲۰۱۳  | ۲۱:۵۰     |
| استونی | FOX (Estonia)                                         | ۱۴ آوریل ۲۰۱۳  | ۲۲:۰۰     |
| فنلاند | FOX                                                   | ۱۴ آوریل ۲۰۱۳  | ۲۱:۵۵     |
| فرانسه | France ۴                                              | ۱۷ مه ۲۰۱۴     | ۲۰:۴۵     |
| آلمان | Fox Channel                                           | ۱۷ آوریل ۲۰۱۳  | ۲۱:۴۵     |
| یونان · قبرس | FOX                                                   | ۱۳ آوریل ۲۰۱۳  | ۰۰:۰۰     |
| مجارستان | FOX                                                   | ۴ فوریه ۲۰۱۴   | ۲۱:۰۰     |
| هند | National Geographic Channel                           | ۱۵ دسامبر ۲۰۱۳ | ۲۰:۰۰     |
| ایتالیا | FOX                                                   | ۲۲ آوریل ۲۰۱۳  | ۲۱٫۵۰     |
| اسرائیل | yes                                                   | ۹ ژوئیه ۲۰۱۳   |           |
| ژاپن | FOX                                                   | ۱۹ ژوئن ۲۰۱۳   | ۲۳:۰۰     |
| آمریکای لاتین · پاناما · آرژانتین · برزیل · شیلی · کلمبیا · جمهوری دومینیکن · گواتمالا · مکزیک · اکوادور · پرو · اروگوئه · ونزوئلا | Fox Latin America (فصل ۱) Moviecity Premieres (فصل ۲) | ۱۶ آوریل ۲۰۱۳  | ۲۲:۰۰     |
| هلند | Fox (Netherlands)                                     | ۲۲ اوت         | ۲۰:۳۰     |
| نروژ | Fox Crime                                             | ۱۵ آوریل ۲۰۱۳  | ۲۱:۵۵     |
| نیوزیلند | the BOX (New Zealand)                                 | ۲۲ اوت ۲۰۱۳    | ۲۰:۳۵     |
| فیلیپین | FOX                                                   | ۸ ژوئن ۲۰۱۳    | ۲۰:۰۰     |
| لهستان | FOX                                                   | ۱۳ آوریل ۲۰۱۳  | ۲۲:۰۰     |
| پرتغال | FOX                                                   | ۱۴ آوریل ۲۰۱۳  | ۲۲٫۲۰     |
| روسیه | FOX (Russia)                                          | ۲۶ آوریل ۲۰۱۳  | ۲۱:۰۰     |
| صربستان | FOX                                                   | ۲۲ آوریل ۲۰۱۳  | ۲۲:۰۰     |
| آفریقای جنوبی | FOX (South Africa)                                    | ۶ مه ۲۰۱۳      | ۲۱:۳۰     |
| آسیای جنوب شرقی · برونئی · کامبوج · هنگ کنگ · اندونزی · مالزی · میانمار · سنگاپور · تایلند                                         | Fox Movies Premium                                    | ۲۸ آوریل ۲۰۱۳  | ۲۲:۰۰     |
| اسپانیا | FOX                                                   | ۹ مه ۲۰۱۳      | ۲۲:۰۰     |
| تایوان | STAR Movies                                           | ۲۴ آوریل ۲۰۱۳  | ۲۱:۰۰     |
| ترکیه | FX                                                    | ۱۳ آوریل ۲۰۱۳  | ۰۰:۰۰     |
| بریتانیا | FOX                                                   | ۱۹ آوریل ۲۰۱۳  | ۲۲:۰۰     |
| ویتنام | STAR Movies                                           | ۲۸ آوریل ۲۰۱۳  | ۲۱:۰۰     |